# 莱昆贝里
莱昆贝里（西班牙語：Lecumberri）是西班牙纳瓦拉的一个市镇。总面积7平方公里，总人口873人（2001年），人口密度125人/平方公里。